# Левханян Марієта Євгенівна
Марієта Євгенівна Левханя́н (нар. 26 березня 1938, Єреван) — українська художниця декоративно-ужиткового мистецтва; членкиня Спілки радянських художників України з 1967 року.

## Біографія
Народилася 26 березня 1938 року в місті Єревані (нині Вірменія). 1962 року закінчила Львівський інститут декоративного та прикладного мистецтва, де навчалася у Івана Севери, Івана Скобала. Дипломна робота — керамічні статуетки «Гуцульський базар» (керівник Михайло Бєляєв, оцінка — відмінно).
Після здобуття фахової освіти працювала на Київському комбінаті монументально-декоративного мистецтва. З 1990-х років — на творчій роботі. Жила у Києві в будинку на вулиці Вищедубечанській, № 41, квартира № 116, на вулиці Курганівській, № 3, квартира № 24 та на вулиці Інститутській, № 27/6, квартира 18.
Дочка художника Євгена Левханяна, дружина художника Валерія Карася, мати Євгена Карася та Олени Карась.

## Творчість
Працювала в галузі декоративного (художня кераміка та скло) і монументально-декоративного мистецтва. Авторка вітражів, мозаїк, скульптурних композицій, садово-паркових скульптур, рельєфів, розписів, медалей. Серед робіт:
керамічні композиції
- «Гуцульське весілля» (7 фігур, 1960);
- «На ярмарок» (18 фігур, 1962);
- «Сон» (11 фігур, 1964);
- «Свято Перемоги у Закарпатті» (17 фігур, 1965);
- «Лісова пісня» (7 фігур, 1971);

настінні вази-рельєфи
- «Гуцулка»» (1963);
- «Гуцул» (1963);

рельєфний триптих
- «Кераміка» (1967);
- «Дерево» (1967);
- «Текстиль» (1967);

монументально-декоративне оформлення ресторанів
- «Русалка» у Бердянську (1970, дерево, кутий метал);
- «Театральний» у Києві (1992);
- «Генічеськ» у Генічеську (2007);

серії скульптур
- «Етапи великого шляху» (28 фігур, 1978);
- «Декрет про Мир» (36 фігур, 1980);
- «Тріо» (1982);
- «Перемога. Повідомлення ТАРС» (16 фігур, 1983);
- «Богдан Хмельницький» (18 фігур, 1985);
- триптих «Невинність. Зрілість. Молодість» (1991);

фонтани
- «Ніч перед Різдвом» (8 фігур, 1981, Миргород);
- «Сорочинський ярмарок» (9 фігур; 1981, Миргород).

Авторка кашпо  «Тигр», «Верблюд», «Баран», «Лев», «Бегемот» (усі – 1992; дитсадок заводу «Більшовик», Київ).
Брала участь у республіканських виставках з 1963 року, всесоюзних — з 1966 року. Деякі роботи зберігаються у Національному музеї українського народного декоративного мистецтва, Національному музей історії України у Другій світовій війні, Національному центрі «Українському домі», Національному заповіднику «Хортиці».